# SC Sonnborn 07
SC Sonnborn 07 is een Duitse voetbalclub uit Wuppertal, Noordrijn-Westfalen.

## Geschiedenis
De club werd in 1907 opgericht en sloot zich later aan bij de West-Duitse voetbalbond. De club speelde in de Zuidrijncompetitie. Door de perikelen in de Eerste Wereldoorlog werd deze verder opgesplitst waardoor Sonnborn in de hoogste klasse ging spelen vanaf 1915. In het eerste seizoen werd de club tweede in zijn groep achter SV Germania 07 Elberfeld. Het volgende seizoen eindigde de club in de middenmoot. Na de oorlog werd de club overgeheveld naar de Bergisch-Markse competitie. In 1920 promoveerde de club naar de hoogste klasse, die toen uit 4 reeksen bestond en werd vierde, echter werd de competitie teruggebracht naar 1 reeks waardoor de club degradeerde. In 1926 promoveerde de club opnieuw. Na twee middelmatige seizoenen werd de club opnieuw slachtoffer van competitieinkrimping in 1928/29. De competitie werd het volgende seizoen weer uitgebreid waardoor Sonnborn weer promoveerde. Tot 1933 eindigde club telkens in de middenmoot, daarna werd de Gauliga ingevoerd als hoogste klasser waarvoor de club zich niet plaatste.
Tegenwoordig speelt de club in de lagere reeksen.